# Hermann Bellinghausen
Pour les articles homonymes, voir Bellinghausen.
Hermann Bellinghausen, né le 17 mai 1953 à Mexico, est un poète, un écrivain et un éditeur mexicain.

## Biographie
Collaborateur au journal La Jornada au Chiapas, il obtient le prix national du journalisme en 1995.
Il a traduit des ouvrages de l'écrivain brésilien Rubem Fonseca.